# تغير المناخ في ألمانيا

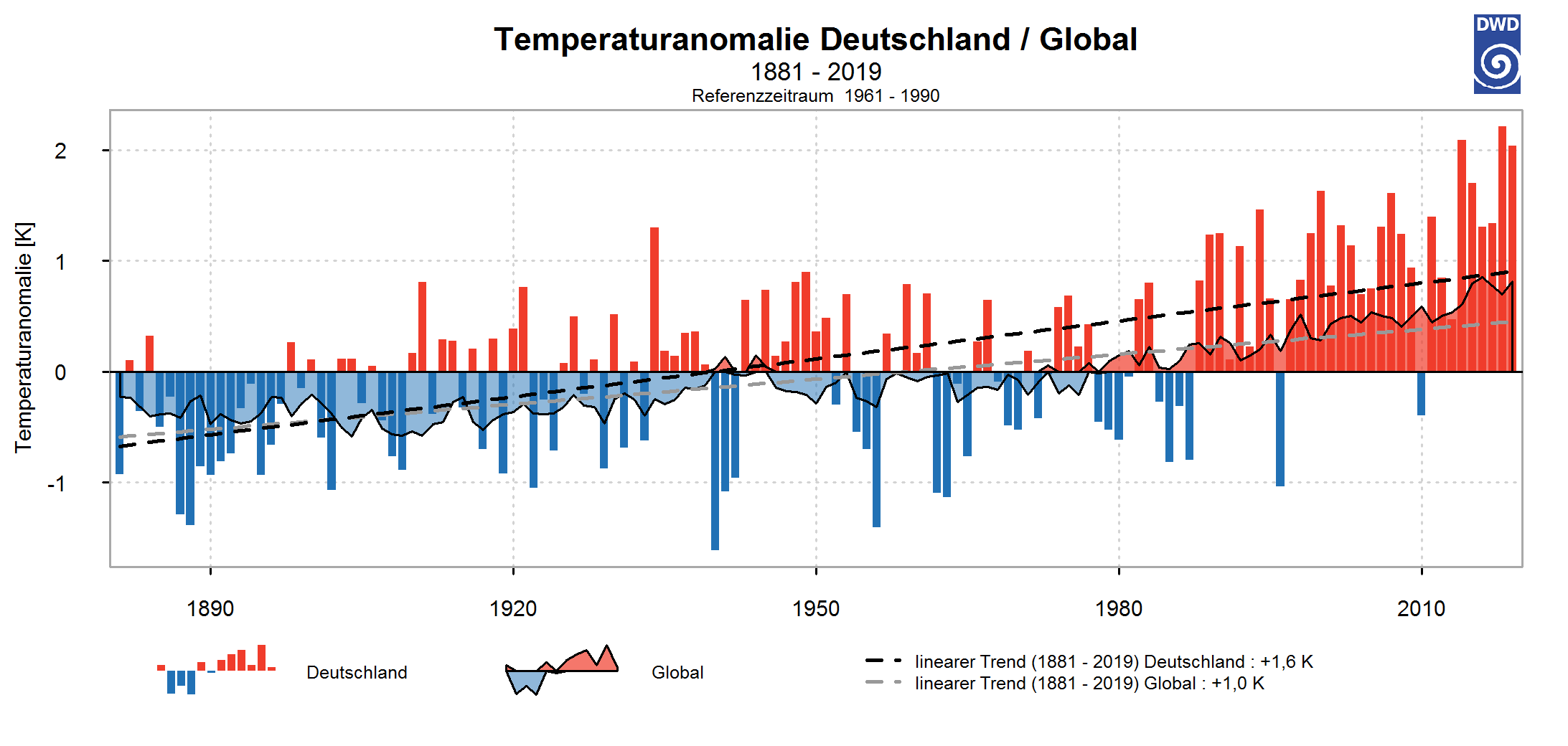
مقارنة تطورات درجات الحرارة في ألمانيا وفي جميع أنحاء العالم في الفترة من 1881 حتى 2019

تغير المناخ في ألمانيا يؤدي إلى آثار طويلة الأمد على الزراعة في ألمانيا، وموجات حرارة وموجات برد أشد قسوة، وسيول وفيضانات ساحلية، وانخفاض في توافر المياه. تسببت المناقشات حول كيفية مواجهة هذه التحديات طويلة الأمد التي يسببها التغير المناخي أيضًا في تغييرات في قطاع الطاقة وفي استراتيجيات التخفيف من آثارها. كان تحول ألمانيا الطاقي مسألة سياسية بارزة في السياسة الألمانية جعل محادثات التحالف صعبة على ائتلاف الاتحاد الديمقراطي المسيحي الذي تنتمي له أنجيلا ميركل.
رغم الاستثمارات الضخمة في الطاقات المتجددة، فإن ألمانيا قد نازعت لتخفيض إنتاج الفحم واستخدامه. وتظل الدولة أكبر مستورد للفحم في أوروبا وتنتج ثاني أكبر مقدار من الفحم في أوروبا بعد بولندا، بنسبة 1% من الإنتاج العالمي الكلي.
بدأت سياسات التغير المناخي في ألمانيا بالتشكل نحو عام 1987 وشهدت تاريخيًّا وضع أهداف متناسقة مستمرة للحد من الانبعاثات (التخفيف)، وترويج الطاقة المتجددة، ومعايير الكفاءة الطاقية، وطرق لمواجهة التغير المناخي أساسها توجه السوق، واتفاقيات طوعية مع القطاع الصناعي. في عام 2021، أصدرت المحكمة الدستورية الفدرالية حكمًا بارزًا في مجال التغير المناخي شكل علامة فارقة، وفيه أمرت المحكمة الحكومة بوضع أهداف أوضح لتخفيض انبعاثات غازات الدفيئة.

## انبعاثات غازات الدفيئة
في عام 2016، التزمت حكومة ألمانيا بتخفيض انبعاثات غازات الدفيئة بنسبة 80% إلى 95% بحلول عام 2050.
في عام 2020، أقامت مجموعة من الشباب أعمارهم بين 15 و32 عامًا دعوى قضائية بحجة أن قانون حماية المناخ الفدرالي، موضع التنفيذ منذ 18 ديسمبر 2019، لا يكفي لحماية حقوقهم بمستقبل إنساني لكون ضعيفًا في احتواء الأزمة المناخية. ومن بين الشكاوى أن الشباب الألمان المقيمين على الجزر يتعرضون لفيضانات بتواتر متزايد.
في 29 أبريل 2021، أصدرت المحكمة الدستورية الألمانية حكمًا شكل علامة فارقة في تشريعات التغير المناخي بأن على الحكومة وضع أهداف أوضح لتخفيض انبعاثات غازات الدفيئة. دعت المحكمة القرارات الحكومية الحالية «غير متوافقة مع الحقوق الأساسية» لأنها وضعت حمل التخفيضات الكبرى على الانبعاثات على عاتق أجيال المستقبل. أعطى حكم المحكمة الحكومة مهلةً حتى نهاية عام 2022 لوضع أهداف أوضح لتخفيض انبعاثات غازات الدفيئة بدءًا من عام 2031.
تشكل الدعوى التي قدمها مجموعة من الشباب جزءًا ممن حركة شبابية أكبر تضم ناشطين من أنحاء العالم يستخدمون الاحتجاجات في الشوارع وعبر الإنترنت والدعاوى القضائية للضغط على الحكومات باتجاه محاربة التغير المناخي.

## آثاره على البيئة الطبيعية

### تغيرات الطقس ودرجة الحرارة

#### ظواهر الطقس القاسية
ولايات بحر الشمال شلسفيغ-هولشتاين وسكسونيا السفلى أكثر عرضةً لعرام العواصف وفيضان الأنهار شديد التأثير. ولاية مكلنبورغ-فوربومرن أقل عرضةً لعرام العواصف، ولكنها مهددة أكثر بخسارة التنوع الحيوي وفقد التربة السطحية وتآكل التربة.

## آثارها على الناس

### الآثار الاقتصادية
كاقتصاد متحضر صناعي بشكل كبير مع خط ساحل قصير نسبيًّا بالمقارنة مع الاقتصادات الكبرى الأخرى، فإن آثار التغير المناخي على ألمانيا مركزة بشكل محدد أكثر من الاقتصادات الكبرى الأخرى. مناطق ألمانيا الصناعية التقليدية هي عادةً الأكثر عرضةً للتغير المناخي. وتتوضع أغلب هذه المناطق في محافظات شمال الرابن-وستفاليا، سارلاند، راينلاند-بالاتينات، تورينغن، ساكسونيا، شلسفيغ-هولشتاين، والمدن الحرة بريمن وهامبورغ.
تمتاز منطقة الراينلاند تاريخيًّا بأنها منطقة صناعية بشكل كبير وذات كثافة سكانية عالية تشمل ولايات شمال الراين-وستفاليا، وراينلاند-بالاتينات، وسارلاند. المنطقة غنية بمخزون الحديد والفحم وتدعم واحدةً من أكبر صناعات الفحم في أوروبا. في الماضي، ساهمت انبعاثات حمض الكبريت من منشآت راينلاند الفحمية في الأمطار الحمضية، مؤديةً إلى الإضرار بالغابات في مناطق أخرى كهسن، وتورينغن، وساكسونيا.
من المشاكل البارزة الأخرى المتعلقة بارتفاع مقدار ومستوى الصناعة في الراينلاند دمار البنى التحتية بسبب أحداث الطقس القاسية، وفقد المياه لأسباب صناعية، وتفاوت مستويات المياه الجوفية. بما أن هذه المشاكل تتعلق بمستوى الصناعة، فإن المدن في المناطق الأخرى، كبريمن وميونيخ، حساسة أيضًا لهذه التحديات.

#### الزراعة
أثر الاحتباس الحراري في ألمانيا على بعض جوانب المجال الزراعي في ألمانيا. على وجه الخصوص، فإن الاحتباس الحراري منذ عام 1988 على الأقل في المناطق الجنوبية الغربية حيث تنتشر زراعة الكروم أدى إلى انخفاض في إنتاج نبيذ الجليد، وهو منتج مهدد بشكل خاص بسبب الاحتباس الحراري. في عام 2019، لم ينتج نبيذ الجليد تقريبًا في ألمانيا بسبب عدم وجود أيام باردة بما يكفي.
من الأسباب الأساسية لكون ولاية مكلنبورغ فوربومرن مهددة بشكل خاص من التغير المناخي بين كل المحافظات الشمالية الأخرى هو أنها منطقة فقيرة نسبيًّا في ألمانيا وذات قطاع زراعي كبير.

### الآثار الصحية
العديد من مناطق ومحافظات راينلاند فيها الكثير من الأبنية، ما يؤدي إلى ظهور أثر الجزر الحضرية الحرارية. بالإضافة إلى ذلك، فإن المناطق الحضرية تتقدم بالعمر بشكل سريع مجاريةً لبقية ألمانيا. يزيد هذا قساوة موجات الحر وتكرار حدوثها، ما يمكن أن يشكل خطرًا على السكان المعرضين للخطر، ككبار السن.

### الفيضانات
وجدت دراسة محاكاة في نوفمبر 2020 منشورة في مجلة كي إن لعلم الخرائط والمعلومات الجغرافية أنه باستخدام مسار التركيز التمثيلي (آر سي بّي) بالسيناريوهات 4.5 و8.5، فإن 5477 إلى 626,880 شخصًا سيتأثر بالفيضانات بسبب ارتفاع مستوى البحر في شمال ألمانيا. ومعظم الفرق بين الرقمين المقترحين يأتي مما إذا كانت السدود الترابية ستخترق أم لا.

## التخفيف والتكيف

### طرق التخفيف

#### الطاقات المتجددة
وضعت ألمانيا العديد من السياسات المعنية بالتشجيع على استخدام مصادر الطاقات المتجددة، كقانون التغذية الكهربائية وقانون مصادر الطاقات المتجددة. نص قانون التغذي الكهربائية على أن المؤسسات تشتري الكهرباء من المصادر المتجددة بسعر مدعوم، ما يكلف فعليًّا 90% من سعر التجزئة، الذي جعل بالتالي تطوير طاقة الرياح والكتلة الحيوية والطاقة الكهرومائية أمرًا مجديًا اقتصاديًّا. يقدر أن قانون التغذية الكهربائية مسؤول عن زيادة بمقدار 42 ضعفًا في طاقة الرياح بين عامي 1990 و1998.
رغم نجاحه في البداية، فإن قانون التغذية الكهربائية لم يعد مطبقًا بنهاية العقد بسبب التحولات في سوق الكهرباء، وعزز لاحقًا بقانون عام 2000 لمصادر الطاقات المتجددة. كفل هذا القانون سعر الطاقة المتجددة لعشرين عامًا عن طريق تحديد أسعار التغذية، ووزع تكاليف طاقة الرياح على مستهلكي جميع أنواع الطاقات.
تبذل الحكومة جهودًا للتخفيف من الآثار البيئية على كل المستويات. تبذل الجهود على المستوى الفدرالي وكالة البيئة الألمانية (يو بي إيه)، وهي وكالة الحماية البيئية الأساسية في ألمانيا، وتؤدي دورًا مشابهًا لوكالة حماية البيئة في الولايات المتحدة (إي بّي إيه). يتمثل الدور الرئيسي لوكالة البيئة الألمانية في إجراء تقييمات المخاطر البيئية وتقديم التوصيات السياسية لوزارة البيئة. الوكالة مسؤولة أيضًا عن تطبيق قوانين حماية البيئة بما فيها عملية الموافقة على الأدوية الجديدة والمبيدات الحشرية والتجارة بثنائي أكسيد الكربون.
في بعض الأجزاء من ألمانيا، يخطط للتخلص تدريجيًّا من المركبات العاملة على البترول والديزل حتى عام 2030.